# Johann Nepomuk Sepp
Johann Nepomuk Sepp, född den 7 augusti 1816 i Tölz i Bayern, död den 5 juni 1909 i München, var en tysk romersk-katolsk historiker.
Sepp utnämndes 1846 till professor i historia i München, från vilken befattning han dock avlägsnades två gånger, 1847 (återkallad 1850) och 1867. Bland Sepps arbeten märks den mot Strauss riktade skriften Das Leben Jesu Christi (1842-1846; 4:e upplagan 1898-1902), Das Heidenthum und dessen Bedeutung für das Christenthum (1853), Geschichte der Apostel vom Tode Jesu bis zur Zerstörung Jerusalems (1866), Jerusalem und das Heilige Land (1862-1865) med flera arbeten rörande Heliga landets topografi, vidare Ludwig Augustus, König von Bayern und das Zeitalter der Wiedergeburt der Künste (1869; 2:a upplagan 1903), Religionsgeschichte von Oberbayern in der Heidenzeit (1895) och en biografi över Görres (1896). Sepp var medlem av nationalförsamlingen i Frankfurt 1848. Som ledamot av den bayerska riksdagens andra kammare spelade han en stor roll, bland annat 1870, då han i ett entusiastiskt tal förordade Bayerns anslutning till kriget mot Frankrike.